# Video Recordings Act 1984
Video Recordings Act 1984 är en brittisk parlamentsakt från 1984. Den säger att butiker som säljer och hyr ut videofilmer måste vara godkända av Home Office. British Board of Film Classification utsågs 1985 till godkännande myndighet. Dessutom krävdes förhandsgranskning av dator- och TV-spel med sex, våld eller tvång i samband med sex eller som visade grovt våld mot människor eller djur. Den långa titeln var "An Act to make provision for regulating the distribution of video recordings and for connected purposes".
I augusti 2009 visade det sig att Storbritanniens regering glömt att skicka in lagen till Europeiska kommissionen, vilket gjort att lagen i teorin aldrig kunnat gälla.
2010 ersattes lagen av Video Recordings Act 2010.

### Fotnoter
1. ↑  ”Avskaffande av filmcensuren för vuxna”. Sveriges riksdag. 12 mars 2009. http://www.riksdagen.se/sv/Dokument-Lagar/Utredningar/Statens-offentliga-utredningar/Avskaffande-av-filmcensuren-fo_GXB351/?html=true. Läst 22 maj 2015.
2. ↑  ”Lagligt att sälja porr och våldsspel till barn i Storbritannien”. Level 7. 25 augusti 2009. Arkiverad från originalet den 4 mars 2016. https://web.archive.org/web/20160304214558/http://level7.nu/pages/Lagligt_Att_Salja_Porr_Och_Valdsspel_Till_Barn_I_Storbritannien. Läst 22 maj 2015.
3. ↑  ”Video Recordings Act 2010” (på engelska). Legislation. 12 mars 2010. http://www.legislation.gov.uk/ukpga/2010/1/contents. Läst 22 maj 2015.